# Chaltrait
Chaltrait település Franciaországban, Marne megyében. Lakosainak száma 60 fő (2022. január 1.). Chaltrait Moslins, Montmort-Lucy, Villers-aux-Bois és Blancs-Coteaux községekkel határos.

## Népesség
A település népességének változása:
| Lakosok száma | 65   | 75   | 72   | 81   | 65   | 62   | 58   | 55   | 57   | 60   |
|               | 1968 | 1982 | 1990 | 2006 | 2013 | 2015 | 2017 | 2019 | 2020 | 2022 |